# Waltary Agustí
Waltary Agustí   (l'Havana, 5 d'abril de 1980) és un pilotari havà, l'únic jugador professional de trinquet basc i també el sol afrocubà de la pilota basca.

## Biografia
Naixit al carrer 20 de Mayo del barri marginal d'El Cerro (el tossal), la seua mare el batejà amb el nom del metge indi que l'atengué en el treball de part; els pares es divorciaren quan ell tenia quatre mesos i el pujaren els avis materns; a dotze anys deixà l'escola i començà a freqüentar bandes juvenils, un temps durant en el qual feu amistat amb Dinio.
Waltary començà de jugar a pilota a mà al frontó al costat de ca seua, on la xicalla jugava amb la mà nua car no tenien possibilitat d'usar ferramenta com la de la modalitat cesta-punta; a huit anys va ser detectat per la Federació Cubana de Pilota Basca com a jove promesa i, a onze anys, començà a guanyar diners en torneigs clandestins; a desseset anys s'integrà a l'equip cubà que participà al Mundial de Mèxic l'any 1998, en el qual quedà en quart lloc. Després de guanyar el Mundial del 2002 a Pamplona i fer d'ambaixador de la pilota als Jocs Olímpics d'Estiu de 2004, a vint-i-quatre anys Waltary desertà i s'exilià a Miami, on provà de jugar a beisbol sense tan bon resultat fins que dos bascs el van convéncer d'instal·lar-se a Iparralde.
El 2010 guanyà el Màster Tornosolo al trinquet d'Abadiño en parella amb Inhar Ugarte, 40 per 37 front a Rober Uriarte i Antxia.